# Adenanthos flavidiflorus
Adenanthos flavidiflorus  es un arbusto la familia Proteaceae. Nativo de Australia Occidental.

## Descripción
Adenanthos flavidiflorus es un arbusto de unos 0,30-1,5 m de altura. Sus hojas son alternas, de unos 8-15 mm mm de largo.